# Desaster (Band)
Desaster ist eine 1988 gegründete und nach einer Auflösung 1992 neugegründete Black-/Thrash-Metal-Band aus Koblenz. Als wichtige musikalische Einflüsse nennt die Band unter anderem Venom, Hellhammer, Kreator, Sodom und Destruction; von Destructions Lied Total Desaster leitet sich auch der Name der Band ab. Die Texte behandeln Themen wie Hass, Satanismus und Krieg.

## Geschichte

### 1988–1990: Gründung, Frühphase und Bandauflösung
Desaster wurde 1988 von dem Gitarristen Markus „Infernal“ Kuschke und dem Sänger und Bassisten „Creator Cassie“ in Koblenz gegründet. Ziel war es, musikalisch eine Symbiose aus dem Black-, Death- und Thrash Metal der späten 80er Jahre zu schaffen. Beeinflusst wurden die beiden Musiker von Bands wie Venom, Hellhammer, Kreator, Sodom und Destruction. Der Bandname leitet sich von Destructions Lied Total Desaster ab.
Zusammen mit Schlagzeuger Alexander Arz wurden bis 1990 mehrere Demos aufgenommen, die jedoch nie veröffentlicht wurden, da die Band mit ihrer Leistung, bzw. ihrer Musik unzufrieden war und auch nicht davon ausging, dass ihre Musik auf Interesse von Fans oder Labels stoßen würde. Der erste Auftritt fand im Jahr 1989 in Mülheim-Kärlich statt. Ein Jahr später löste sich Desaster aufgrund diverser Probleme, u. a. der Schwierigkeit einen dauerhaften Schlagzeuger zu finden, wieder auf.

### 1992–1995: Neuformation und erste Auftritte
Obwohl die Band sich aufgelöst hatte, wollte Infernal nicht aufgeben, schrieb zwischen 1990 und 1992 neue Lieder und suchte neue Musiker für eine Neugründung von Desaster. Die erste neue Besetzung formierte sich Anfang 1992 und bestand aus Infernal sowie dem Schlagzeuger „Luggi“ und dem Sänger „Okkulto“, der auch notgedrungen den Bass übernahm. Der erste Auftritt in dieser Besetzung fand im Juli 1992 in der Gastwirtschaft von Luggis Eltern, Zur Linde in Koblenz-Lay, ohne deren Wissen statt. An diesem Abend lernte die Band den Bassspieler Volker „Odin“ Moritz kennen, der daraufhin bei Desaster einstieg und die Band komplettierte.
Das erste Demo mit dem Titel The Fog of Avalon wurde in Eigenregie im Bandproberaum aufgenommen und 1993 veröffentlicht. Das zweite Demo, Lost in the Ages, wurde 1994 veröffentlicht und kam bei der in- und ausländischen Fachpresse gut an. Aufgrund von mangelndem Engagement wurde Schlagzeuger Luggi nach der Veröffentlichung von Lost in the Ages aus der Band geworfen. Die Mini-Tournee durch die Niederlande, zusammen mit der Band Occult, wurde im April 1995 mit Stefan „Tormentor“ Hüskens als Session-Schlagzeuger absolviert.

### 1995–1999: Plattenvertrag, erste Studioalben und wachsende Bekanntheit
In der Zwischenzeit hatte die Bands zahlreiche Angebote von Plattenlabels bekommen und entschied sich schließlich für Merciless Records. Die erste Veröffentlichung über das Label war die Split-Single Desaster / Ungod zusammen mit der deutschen Black-Metal-Band Ungod, im Oktober 1995. Aufgrund von Missverständnisses wäre es beinahe nicht zu dieser Kooperation der beiden Bands gekommen, die Desaster deutlich an Bekanntheit dazugewinnen ließ. Das Schlagzeug übernahm bei dieser Single Tobias „Thorim“ Moelich, der jedoch nicht dauerhaft bei Desaster einsteigen, sondern nur noch das kommende Debütalbum, A Touch of Medieval Darkness, mit einspielen wollte. Das Album erschien im April 1996.
Inzwischen wies die Musik Desasters auch deutlich mehr Black-Metal-Einflüsse auf, insbesondere von Bands der „zweiten Welle“, wie Samael, Darkthrone, Immortal und Mayhem. Auf der 1997 veröffentlichten EP Stormbringer wurde dieser Stil gefestigt. Da Thorim wie angekündigt Desaster nach A Touch of Medieval Darkness verlassen hatte, war Tormentor als fester Schlagzeuger bei der Band eingestiegen. Die EP Stormbringer stellt die erste Veröffentlichung Desasters mit Tormentors Mitwirken dar.
Als Nächstes war eine Split-Veröffentlichung mit der Band Scepter geplant, die jedoch keine Lieder für eine Split-CD übrig hatten. Desaster veröffentlichte daher 1998 die Single Ride on for Revenge. Hellfire’s Dominion, das zweite Studioalbum, wurde im September 1998 veröffentlicht. Wie auch die Single und die EP davor, ist der Musikstil auf Hellfire’s Dominion stark vom Black Metal geprägt.
Anlässlich des zehnten Bandjubiläums stellte Desaster eine Kompilation mit zahlreichen bis dahin unveröffentlichten Lieder und Fotos zusammen und veröffentlichte diese 1999 unter dem Namen Ten Years of Total Desaster. Veröffentlicht wurde diese bei einem Konzert am selben Ort, an dem Desasters erster Auftritt im Jahr 1989 stattgefunden hatte.

### 1999–2001: Internationale Konzerte und drittes Studioalbum
Ab 1999 wurde Desaster im In- und Ausland zunehmend live aktiv. So absolvierten sie mehrere Konzerte in Deutschland, Belgien, der Schweiz und Italien und spielten bei der Wiedervereinigung von Destruction in ihrem Vorprogramm im Hellraiser in Engelsdorf.
Im Jahr 2000 erschien die Split-EP Desaster in League with Pentacle zusammen mit der Band Pentacle. Es folgten weitere Auftritte und Tourneen, unter anderem in Ungarn, bevor die Band Ende 2000 das dritte Studioalbum Tyrants of the Netherworld einspielte und am 11. November 2000 über Iron Pegasus Records veröffentlichte. In der Zeit danach spielte Desaster u. a. das erste Mal in Tschechien und spielte ihr 99. Konzert im August 2001 auf dem Wacken Open Air.

### 2001–2005: Neuer Sänger und intensives Touring
Nach dem Wacken-Auftritt verließ Okkulto Desaster aus persönlichen Gründen. Sein Nachfolger wurde Guido „Sataniac“ Wissmann, den die Band bei einem gemeinsamen Auftritt im Jahr 2000 in Koblenz kennengelernt hatte. Da sich Sataniacs Band Divine Genocide praktisch aufgelöst hatte, wurde er nach einer gemeinsamen Probe im August 2001 der neue Sänger Desasters. Die Single Souls of Infernity, die im Herbst 2001 erschien, stellt die letzte Veröffentlichung dar, auf der Okkulto zu hören ist.
Nach der Seven-Spells-of-Death-Tournee (2001) erschien 2002 das vierte Studioalbum, Divine Blasphemies, bei dem Sataniac erstmals als neuer Sänger auch einer Veröffentlichung von Desaster zu hören ist. Die bis dato längste Tournee von Desaster war die Triple Thrash Tour, die durch ganz Europa führte und zur Promotion des kurz zuvor erschienenen Albums diente. Bei einem Konzert im Rahmen der Tournee in Serbien wurde das Livealbum Live in Serbian Hell aufgenommen und 2003 veröffentlicht. Ebenfalls 2003 fand Desasters dritte größere Tournee, die Black Crusaders invading Europe, zusammen mit Zemial, Dark Fortress und Odem Arcarum, statt.
Im August 2003 trat Desaster erstmals auf dem Party.San auf und veröffentlichte von diesem Auftritt 2004 die DVD Live at Party.San Open Air. Auch ihr Auftritt in São Paulo im Oktober 2003 wurde aufgezeichnet und als Livealbum unter dem Namen Brazilian Blitzkrieg Blasphemies im Juli 2004 veröffentlicht. 2004 war Desaster auch live sehr aktiv. So fanden Auftritte beim Rock Hard Festival, dem Headbangers Open Air, beim Summer Breeze und in zahlreichen europäischen Ländern, darunter England, Finnland, Irland, Schweden, den Niederlanden und der Schweiz statt.

### 2005–2011: Wechsel zu Metal Blade Records, 20-jähriges Bestehen undThe Arts of Destruction

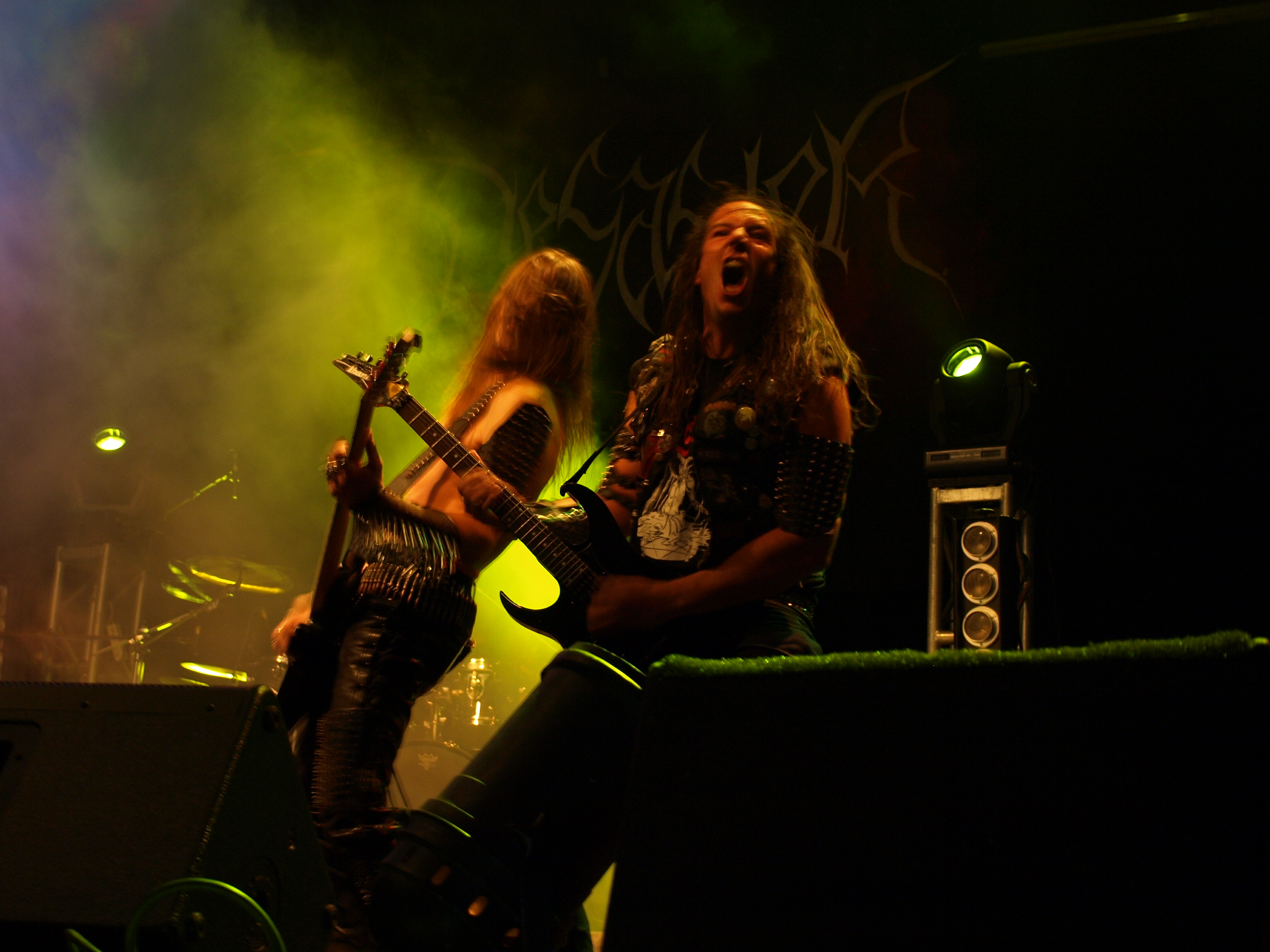
Odin und Infernal bei einem Desaster-Auftritt am Jalometalli 2008 in Oulu.

Im Jahr 2005 wurde mit Angelwhore Desasters fünftes Studioalbum über Metal Blade Records veröffentlicht. Es folgten die And Darkness Shall Rise Tour durch Deutschland und die Desaster over South America Tour durch Brasilien, Peru und Chile. Im selben Jahr wurde auch das Split-Album Invaders of Wrath zusammen mit Ironfist und das Live-Split-Album Sabbatical Desasterminator, zusammen mit Sabbat, veröffentlicht.
2006 erschien die Single Infernal Voices und kurz darauf mit 666 – Satan’s Soldiers Syndicate das sechste Studioalbum Desasters. Als Gastmusiker konnten Ashmedi von Melechesh, Proscriptor von Absu und Alan „Naihmass Nemtheanga“ Averill von Primordial gewonnen werden. Noch im Rahmen der Albumpromotion fand 2008 Desasters dritte Südamerika-Tournee, die Satans Soldiers over Brazil Tour, statt. Nach dieser wurden einige Aufnahmen für das Box-Set 20 Years of Total Desaster gemacht, welches am 17. Oktober 2009 zum 20-jährigen Bestehen der Band auf der MS Rheingold auf dem Rhein veröffentlicht wurde. Das Split-Album Anniversarius mit Sabbat erschien ebenfalls 2009; die Single Zombie Ritual 2010.
Am 20. Oktober 2011 begannen die Aufnahmen zum siebten Studioalbum, The Arts of Destruction, in den Koblenzer Toxomusic Studios des Toxoplasma-Sängers Wally. Es erschien im Frühjahr 2012.
2018 trennte sich die Band von Schlagzeuger Stefan Hüskens, der durch den früheren Jupiter-Jones-Schlagzeuger Marco „Hont“ Hontheim ersetzt wurde.

## Diskografie

### Studioalben
- 1996: A Touch of Medieval Darkness (Merciless Records)
- 1998: Hellfire’s Dominion (Merciless Records)
- 2000: Tyrants of the Netherworld (Iron Pegasus Records)
- 2002: Divine Blasphemies (Iron Pegasus Records)
- 2005: Angelwhore (Metal Blade Records)
- 2007: 666 – Satan’s Soldiers Syndicate (Metal Blade Records)
- 2012: The Arts of Destruction (Metal Blade Records)
- 2016: The Oath of an Iron Ritual (Metal Blade Records)
- 2021: Churches Without Saints (Metal Blade Records)

### Demoaufnahmen
- 1993: The Fog of Avalon
- 1994: Lost in the Ages

### EPs
- 1997: Stormbringer (Merciless Records)

### Live-Alben
- 2003: Live in Serbian Hell (Awaken)
- 2004: Brazilian Blitzkrieg Blasphemies (Mutilation Records)
- 2005: Sabbatical Desasterminator (Live-Split mit Sabbat)

### Kompilationen
- 1999: Ten Years of Total Desaster (Merciless Records)
- 2009: 20 Years of Total Desaster (Kneel Before the Master’s Throne Records)

### DVDs
- 2004: Live at Party.San Open Air
- 2004: Brazilian Blitzkrieg Blasphemies (Mutilation Records)

### Singles
- 1998: Ride on for Revenge (Merciless Records)
- 2001: Souls of Infernity (Iron Pegasus Records)
- 2006: Infernal Voices (Iron Pegasus Records)
- 2010: Zombie Ritual (Soulseller Records)

### Split-Veröffentlichungen
- 1995: Desaster / Ungod (mit Ungod, Merciless Records)
- 2000: Desaster in League with Pentacle (mit Pentacle, Iron Pegasus Records)
- 2005: Invaders of Wrath (mit Ironfist, Ravage)
- 2005: Sabbatical Desasterminator (Live-Split mit Sabbat, Witchhammer Productions)
- 2009: Anniversarius (mit Sabbat, Iron Pegasus Records)